# Muscari weissii
Muscari weissii ist eine Pflanzenart aus der Gattung der Traubenhyazinthen (Muscari) in der Familie der Spargelgewächse (Asparagaceae).

## Merkmale
Muscari weissii ist eine ausdauernde, krautige Pflanze, die Wuchshöhen von 8 bis 30 (selten 6 bis 45) Zentimeter erreicht. Dieser Geophyt bildet Zwiebeln als Überdauerungsorgane aus. Die Blätter sind 8 bis 15 Millimeter breit. Die Blütenstiele sind 1,5 bis 9 Millimeter lang. Die fruchtbaren Blüten sind 5 bis 9 (selten bis 11) Millimeter groß. Ihre Zähne sind bräunlichgelb. Die Früchte sind 10 bis 15 Millimeter große Kapseln.
Die Blütezeit liegt im April.
Die Chromosomenzahl beträgt 2n = 18 oder 36, selten 54.

## Vorkommen
Diese Art kommt auf den Inseln der Ägäis, aber auch auf dem griechischen Festland und in der Türkei vor. Die Art wächst auf Felsen, in Phrygana und auf offenen Böden in Höhenlagen von 0 bis 400 Meter.